# Callopistria nauticorum
Callopistria nauticorum là một loài bướm đêm trong họ Noctuidae.